# Sergi Samper
Sergi Samper Montaña, né le 20 janvier 1995 à Barcelone, est un footballeur espagnol qui évolue au poste de milieu de terrain défensif au Motor Lublin.

## Biographie

### Les débuts
Sergi Samper est d'abord membre du Club Tennis Barcino. Son grand-père Jordi obtient qu'il fasse un essai à La Masia. Sergi Samper rejoint alors les benjamins du Barça. Il passe par les diverses équipes de jeunes en étant capitaine. Le club anglais d'Arsenal s'intéresse à lui mais Samper préfère rester au Barça.
Avec les cadets A, il remporte la Nike Premier Cup jouée au stade d'Old Trafford, le championnat de Catalogne et la Mediterranean International Cup.
Avec les juniors A, alors entraînés par Oscar García Junyent, Sergi Samper est appelé à s'entraîner avec l'équipe première de nombreuses fois.

### FC Barcelone B
Sergi Samper devient professionnel lors de la saison 2013-2014 en rejoignant le FC Barcelone B qui joue en deuxième division espagnole. L'équipe entraînée par Eusebio Sacristán termine la saison à une méritoire troisième place.

### FC Barcelone
En juillet 2014, Sergi Samper fait partie des huit jeunes de l'équipe réserve choisis par l'entraîneur Luis Enrique pour effectuer la pré-saison avec l'équipe première du Barça. Son excellente pré-saison lui permet d'être convoqué pour le premier match de championnat du Barça contre Elche CF au Camp Nou le 24 août 2014.
Il débute en match officiel avec Barcelone le 17 septembre 2014 face à l'APOEL Nicosie en Ligue des champions. Il est dans le onze initial (victoire 1 à 0 du Barça). Il joue son premier match de championnat le 12 mars 2016 face à Getafe au Camp Nou.

### Grenade CF
En juin 2016, il fait le saut en équipe première, mais il est prêté au Grenade CF (D1) le 25 août 2016 pour la saison 2016-2017.

### Las Palmas
Il est prêté à l'UD Las Palmas (D1) pour la saison 2017-2018. Le 6 janvier 2018, il se fracture le péroné et reste indisponible jusqu'au terme de la saison.

### Retour au FC Barcelone
Samper joue la saison 2018-2019 avec le FC Barcelone.

### Vissel Kobe
Le 4 mars 2019, Sergi Samper résilie son contrat et quitte le FC Barcelone. Il rejoint peu après le club japonais de Vissel Kobe où jouent déjà ses compatriotes Andrés Iniesta et David Villa.

### Équipe nationale
Sergi Samper a joué avec l'équipe d'Espagne des moins de 19 ans.

## Statistiques en club
| Saison                | Club                  | Championnat           | Championnat | Championnat | Championnat | Coupe nationale | Coupe nationale | Coupe nationale | Coupe de la Ligue | Coupe de la Ligue | Coupe de la Ligue | Supercoupe | Supercoupe | Supercoupe | Compétition(s) continentale(s) | Compétition(s) continentale(s) | Compétition(s) continentale(s) | Compétition(s) continentale(s) | Coupe du monde des clubs | Coupe du monde des clubs | Coupe du monde des clubs | Total | Total | Total |
| Saison                | Club                  | Division              | M.          | B.          | P.d.        | M.              | B.              | P.d.            | M.                | B.                | P.d.              | M.         | B.         | P.d.       | Comp.                          | M.                             | B.                             | P.d.                           | M.                       | B.                       | P.d.                     | M.    | B.    | P.d.  |
| 2013-2014             | FC Barcelone B        | Segunda División      | 40          | 0           | 3           | -               | -               | -               | -                 | -                 | -                 | -          | -          | -          | -                              | -                              | -                              | -                              | -                        | -                        | -                        | 40    | 0     | 3     |
| 2014-2015             | FC Barcelone B        | Segunda División      | 34          | 0           | 4           | -               | -               | -               | -                 | -                 | -                 | -          | -          | -          | -                              | -                              | -                              | -                              | -                        | -                        | -                        | 34    | 0     | 4     |
| 2015-2016             | FC Barcelone B        | Segunda División B    | 29          | 0           | 6           | -               | -               | -               | -                 | -                 | -                 | -          | -          | -          | -                              | -                              | -                              | -                              | -                        | -                        | -                        | 29    | 0     | 6     |
| Sous-total            | Sous-total            | Sous-total            | 103         | 0           | 13          | 0               | 0               | 0               | 0                 | 0                 | 0                 | 0          | 0          | 0          | -                              | 0                              | 0                              | 0                              | 0                        | 0                        | 0                        | 103   | 0     | 13    |
| 2014-2015             | FC Barcelone          | Liga                  | -           | -           | -           | 3               | 0               | 1               | -                 | -                 | -                 | -          | -          | -          | C1                             | 1                              | 0                              | 0                              | -                        | -                        | -                        | 4     | 0     | 1     |
| 2015-2016             | FC Barcelone          | Liga                  | 1           | 0           | 0           | 3               | 0               | 1               | -                 | -                 | -                 | -          | -          | -          | C1                             | 2                              | 0                              | 0                              | 1                        | 0                        | 0                        | 7     | 0     | 1     |
| 2016-2017             | FC Barcelone          | Liga                  | -           | -           | -           | -               | -               | -               | -                 | -                 | -                 | 1          | 0          | 0          | C1                             | -                              | -                              | -                              | -                        | -                        | -                        | 1     | 0     | 0     |
| 2018-2019             | FC Barcelone          | Liga                  | -           | -           | -           | 1               | 0               | 0               | -                 | -                 | -                 | -          | -          | -          | C1                             | -                              | -                              | -                              | -                        | -                        | -                        | 1     | 0     | 0     |
| Sous-total            | Sous-total            | Sous-total            | 1           | 0           | 0           | 7               | 0               | 2               | 0                 | 0                 | 0                 | 1          | 0          | 0          | -                              | 3                              | 0                              | 0                              | 1                        | 0                        | 0                        | 13    | 0     | 2     |
| 2016-2017             | Grenade CF (prêt)     | Liga                  | 22          | 0           | 1           | 1               | 0               | 0               | -                 | -                 | -                 | -          | -          | -          | -                              | -                              | -                              | -                              | -                        | -                        | -                        | 23    | 0     | 1     |
| 2017-2018             | UD Las Palmas (prêt)  | Liga                  | 2           | 0           | 0           | 3               | 0               | 0               | -                 | -                 | -                 | -          | -          | -          | -                              | -                              | -                              | -                              | -                        | -                        | -                        | 5     | 0     | 0     |
| Sous-total            | Sous-total            | Sous-total            | 24          | 0           | 1           | 4               | 0               | 0               | 0                 | 0                 | 0                 | 0          | 0          | 0          | -                              | 0                              | 0                              | 0                              | 0                        | 0                        | 0                        | 28    | 0     | 1     |
| 2019                  | Vissel Kobe           | J1 League             | 24          | 0           | 0           | 5               | 1               | 0               | 2                 | 0                 | 0                 | -          | -          | -          | -                              | -                              | -                              | -                              | -                        | -                        | -                        | 31    | 1     | 0     |
| 2020                  | Vissel Kobe           | J1 League             | 26          | 0           | 2           | -               | -               | -               | 1                 | 0                 | 0                 | 1          | 0          | 0          | AFC                            | -                              | -                              | -                              | -                        | -                        | -                        | 28    | 0     | 2     |
| 2021                  | Vissel Kobe           | J1 League             | 32          | 0           | 4           | 2               | 0               | 0               | 3                 | 0                 | 0                 | -          | -          | -          | -                              | -                              | -                              | -                              | -                        | -                        | -                        | 37    | 0     | 4     |
| 2022                  | Vissel Kobe           | J1 League             | 6           | 0           | 0           | -               | -               | -               | -                 | -                 | -                 | -          | -          | -          | AFC                            | 1                              | 0                              | 0                              | -                        | -                        | -                        | 7     | 0     | 0     |
| 2023                  | Vissel Kobe           | J1 League             | -           | -           | -           | 1               | 0               | 0               | 3                 | 0                 | 0                 | -          | -          | -          | -                              | -                              | -                              | -                              | -                        | -                        | -                        | 4     | 0     | 0     |
| Sous-total            | Sous-total            | Sous-total            | 88          | 0           | 6           | 8               | 1               | 0               | 9                 | 0                 | 0                 | 1          | 0          | 0          | -                              | 1                              | 0                              | 0                              | 0                        | 0                        | 0                        | 107   | 1     | 6     |
| 2023-2024             | FC Andorra            | LaLiga2               | 19          | 1           | 0           | -               | -               | -               | -                 | -                 | -                 | -          | -          | -          | -                              | -                              | -                              | -                              | -                        | -                        | -                        | 19    | 1     | 0     |
| Sous-total            | Sous-total            | Sous-total            | 19          | 1           | 0           | 0               | 0               | 0               | 0                 | 0                 | 0                 | 0          | 0          | 0          | -                              | 0                              | 0                              | 0                              | 0                        | 0                        | 0                        | 19    | 1     | 0     |
| 2022-2025             | Motor Lublin          | Ekstraklasa           | 11          | 0           | 0           | -               | -               | -               | -                 | -                 | -                 | -          | -          | -          | -                              | -                              | -                              | -                              | -                        | -                        | -                        | 11    | 0     | 0     |
| Sous-total            | Sous-total            | Sous-total            | 11          | 0           | 0           | 0               | 0               | 0               | 0                 | 0                 | 0                 | 0          | 0          | 0          | -                              | 0                              | 0                              | 0                              | 0                        | 0                        | 0                        | 11    | 0     | 0     |
| Total sur la carrière | Total sur la carrière | Total sur la carrière | 246         | 1           | 20          | 19              | 1               | 2               | 9                 | 0                 | 0                 | 2          | 0          | 0          | -                              | 4                              | 0                              | 0                              | 1                        | 0                        | 0                        | 281   | 2     | 22    |

## Palmarès
| FC Barcelone (6) | Vissel Kobe (2)                                                                                 |
| --- | ----------------------------------------------------------------------------------------------- |
| - Championnat d'Espagne (1) : - Champion en 2016 - Coupe d'Espagne (2) : - Vainqueur en 2015 et 2016 - Finaliste en 2019 - Supercoupe d'Espagne (1) : - Vainqueur en 2016 - Ligue des champions (1) : - Vainqueur en 2015 - Coupe du monde des clubs (1) : - Vainqueur en 2015 | - Coupe de l'Empereur (1) : - Vainqueur en 2019 - Supercoupe du Japon (1) : - Vainqueur en 2020 |